# あま市立甚目寺南中学校
あま市立甚目寺南中学校（あましりつじもくじみなみちゅうがっこう）とは、愛知県あま市にある公立中学校。

## 概要
略称は「甚南（じんなん）」あるいは「甚南中（じんなんちゅう）」、甚目寺地区内では「南中（なんちゅう）」という人もいる。

## 沿革

### 年表
- 1982年（昭和57年） - 「海部郡甚目寺町立南中学校」として開校。
- 2010年（平成22年） - 市町村合併に伴い「あま市立甚目寺南中学校」に校名を変更。

### 生徒数の変遷
『愛知県小中学校誌』（2018年）によると、生徒数の変遷は以下の通りである。
| 1982年（昭和57年） | 662人 |  |
| 1987年（昭和62年） | 771人 |  |
| 1997年（平成9年）  | 463人 |  |
| 2007年（平成19年） | 530人 |  |
| 2017年（平成29年） | 632人 |  |

## 部活動

### 運動部
- 野球部（男子のみ）
- サッカー部（男・女） - サッカー部は女子のみの大会等は無い。
- ソフトボール部（女子のみ）
- バスケットボール部（男・女）
- バレーボール部（男・女）
- 卓球部（男子のみ）
- ハンドボール部（女子のみ）
- テニス部 （男・女）
- 柔道部（男・女）
- 剣道部（男・女）

### 文化部
- 吹奏楽部（男・女）
- 美術部（男・女）
- 家庭科部（男・女）
- コンピュータ部（男・女）

### 特設部
- 陸上部（男・女）
- 駅伝部（男・女）
- 相撲部（男子のみ）
- 水泳部（男・女）

## 年間行事

### 4月
- 入学式
- 始業式

### 5月
- 2年生：野外学習

### 6月
- 1年生：校外学習
- 3年生：修学旅行

### 9月
- 学校祭（体育祭・文化祭）

### 3月
- 卒業式

## 通学区域
- あま市立甚目寺小学校
- あま市立甚目寺南小学校

## 周辺
- 愛知県道79号あま愛西線（甚目寺街道）
- 愛知県道200号名古屋甚目寺線
- あま市立甚目寺南小学校
- 甚目寺南交番
- 甚目寺本郷郵便局
- 好生館病院
- コノミヤ甚目寺店

## 交通アクセス
- 名鉄津島線 「甚目寺駅」から南に約600m。
- あま市巡回バス 東部巡回ルート「甚目寺南中学校前」バス停留所下車。